# يوشينو تاكاموري
يوشينو تاكاموري (鷹森淑乃 تاكاموري يوشينو) هي مؤدية أصوات يابانية ولدت في 23 نوفمبر 1963 في محافظة تشيبا.

## أدوارها في الأنمي

### مسلسلات أنمي تلفزيونية
- هجوم العمالقة - كالورا ييغر
- داركر ذان بلاك -المقاول الأسود- - آني
- جينكي إكستند - مينامي كوساكا
- خيميائي الفولاذ - تريشا إلريك, سلوث
- خيميائي الفولاذ FULLMETAL ALCHEMIST - تريشا إلريك
- فيوتشر GPX سايبر فورميولا - ماريا
- الماسة الزرقاء - رولا
- أكويريون - تيتانيا
- بارادايس كيس - يوكينو كويزومي
- سيتي هنتر - ريكا نوغامي
- باراكامون - إمي هاندا

### أوفا أنمي
- حرب ساكورا: إكول دو باريس - هانابي كيتاوجي
- حرب ساكورا: لو نوفو باريس - هانابي كيتاوجي

## أدوارها في ألعاب الفيديو
- سلسلة ألعاب حرب ساكورا - هانابي كيتاوجي

## وصلات خارجية
- يوشينو تاكاموري على موقع IMDb (الإنجليزية)
- يوشينو تاكاموري على موقع ميوزك برينز (الإنجليزية)
- يوشينو تاكاموري على موقع قاعدة بيانات الفيلم (الإنجليزية)
- يوشينو تاكاموري على موقع ANN person (الإنجليزية)